# 岡田記念館
岡田記念館（おかだきねんかん）は、栃木県栃木市嘉右衛門町にある博物館。当地を開拓した岡田嘉右衛門の屋敷を一般公開した施設であり、2020年（令和2年）現在も当地で子孫が生活している。
岡田家に伝わる陣屋や土蔵を公開し、館内では栃木県指定有形文化財を含む美術品・武具・史料・着物・道具などを展示している。記念館から西へ100 mほど行くと、日本国登録有形文化財の翁島別邸（おきなじまべってい）がある。

## 岡田家
嘉右衛門町は江戸時代初期に岡田嘉右衛門が開拓した嘉右衛門新田村を起源とし、旧日光例幣使街道に沿って商家の面影を残す住宅が建ち並ぶ町である。岡田家は後醍醐天皇に仕えた武士の家系であるとされ、岡田嘉右衛門は栃木宿の本陣を営み、名主も務め、当地が旗本の畠山氏の知行地となると代官を拝命し、屋敷内に陣屋を設置した。これ以降、当主は代々嘉右衛門を襲名してきた。
2014年（平成26年）現在の当主は26代目であり、先代の逝去に伴い、戸籍名を岡田嘉右衛門に改名した。宝暦10年（1760年）から始まり146年続く日記を保有し、貴重品を保護するため、隠し引き出しのある引き出しを継承する。
2018年（平成30年）現在、岡田記念館の館長を務める岡田陽子 は、25代当主の妻・26代当主の母である。26代当主は医師であり、記念館の運営は基本的に館長1人で行っている。

## 記念館
4,000 m2に及ぶ敷地 には江戸時代から大正時代までの、土蔵・見世蔵・木造店舗などが現存し 白壁の建築が目立つ。そのうち公開している土蔵は3棟あり、それぞれ1号館、2号館、3号館と名付けられている。蔵の中では岡田家伝来の宝物を展示しており、具体的には富岡鉄斎筆「韓人堪忍図」、早乙女家親の甲冑、徳川家から下賜された燭台、松根東洋城、板谷波山、飯塚琅玕斎（いいづか ろうかんさい）らの作品である。ほかに代官屋敷、床屋、陽月亭（句会などに使用）、庭園、書斎を公開している。
敷地内には市村理髪館の建物が残る。市村理髪館は栃木県最古の理容所で、江戸時代に出張理容を営んでいた業者が岡田家の一角を借用して明治初期に開業し、1989年（平成元年）まで営業していた。開業当初は「一見さんお断り」の格式高い店であったという。店内には廃業時点まで使っていた器具などがそのまま残っており、2017年（平成29年）9月4日に全国理容生活衛生同業組合連合会から理容遺産の認定を受けた。特に建物、椅子、鏡、はさみは創業当時から使ってきたものである。

### 翁島別邸

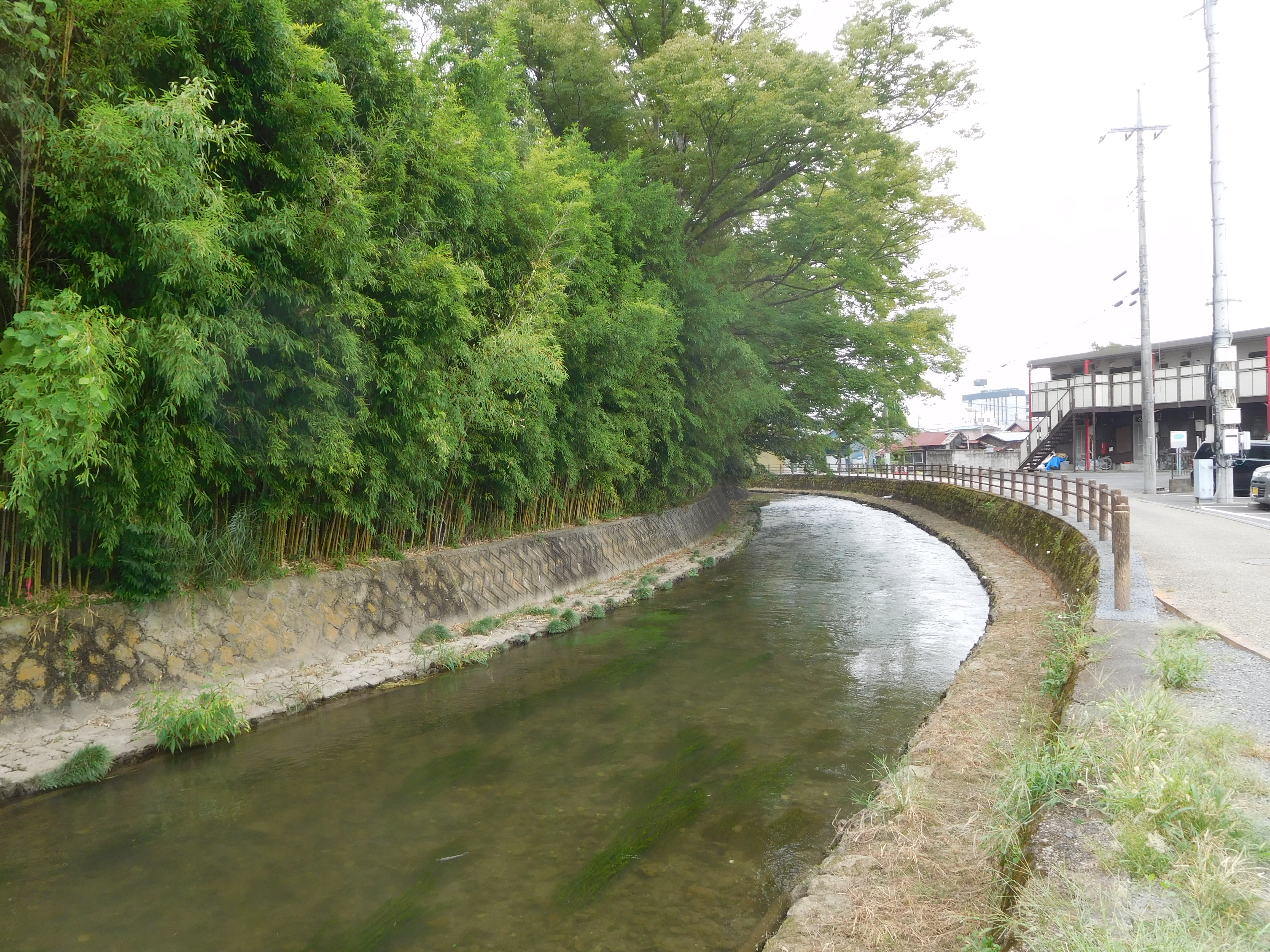
翁島別邸の竹林と巴波川

翁島別邸は岡田家22代当主が1924年（大正13年）に建てた別荘であり、隠居所である。22代岡田嘉右衛門は古河市兵衛の足尾銅山経営に渋沢栄一とともに大口出資した人物である。
日光例幣使街道をはさんで岡田記念館の反対側、巴波川の荷揚げ場跡付近の小平町1-23にある。木造2階建て桟瓦葺きの主屋と土蔵がある。主屋は1924年（大正13年）、土蔵は1928年（昭和3年）の築で、地元・栃木の工匠らがそれぞれの技を競い合って建てた。幅90 cm×長さ11.8 m×厚さ3 cmのケヤキの1枚板を使った廊下や、樹齢3000年の屋久杉を使った天井、吉野杉の床柱 など、建材に贅を凝らし、特にケヤキの1枚板の廊下は、それだけで家1軒が建つと言われるほどの高価なものある。別邸の玄関に入ると、自動的に音声案内が流れる仕組みを採用する。1階と2階の両方見学が可能で、2階にある「三山閣」からは筑波山、男体山、富士山の3山を望むことができた。
別邸の中庭には竹林やコイの棲む池がある。

## 歴史
1978年（昭和53年）6月に観光施設として開館した。栃木市役所が蔵を活用したまちづくりに本腰を入れ始めたのは1988年（昭和63年）のことであり、栃木市で最初期に開館した歴史的建造物を見学できる施設である。このため、はとバスが定期的に訪れるようになった。
2009年（平成21年）10月31日・11月1日に、イベント「蔵のがっこう」の一環で、翁島別邸を利用した古民家カフェが開かれ、駐日フランス大使館の協力でフランス映画の上映会も同時に開催された。2015年（平成27年）の関東・東北豪雨では周辺地域が浸水する被害があり、翁島別邸も床下浸水した。

## 文化財
岡田記念館が所有する文化財は以下の通り。
|   | 指定・登録区分                 | 指定・登録名称         | 指定・登録年月日 |
| - | ------------------------------ | ---------------------- | ---------------- |
| 1 | 栃木県指定有形文化財（絵画）   | 絹本著色 韓信堪忍図    | 1977年7月29日    |
| 2 | 日本国登録有形文化財（建造物） | 岡田家住宅翁島別邸主屋 | 2000年10月18日   |
| 3 | 日本国登録有形文化財（建造物） | 岡田家住宅翁島別邸土蔵 | 2000年10月18日   |

## ロケ地
岡田記念館は屋敷・別邸・日本庭園を有し、長い歴史を持つ旧家であることから、映画やテレビ番組のロケーション撮影がよく行われている。また婚礼写真の撮影地としても利用され、和装して庭園内の竹林やコイのいる池に架かる橋で撮影を行う夫婦が多い。
主な撮影実績
- 『黒帯 KURO-OBI』（2007年、クロスメディア）[25]
- 『白洲次郎』（2009年、NHK） - 陸軍武官辰巳栄一（演：高橋克実）邸として翁島が登場[26]。
- 『わたしが子どもだったころ 第73回笹野高史』（2009年、NHK） - 敷地内の床屋が淡路島の映画館入り口として登場[19]。
- 『少女たちの日記帳 ヒロシマ 昭和20年4月6日〜8月6日』（2009年、NHK）[25]
- 『梅ちゃん先生』（2012年、NHKの連続テレビ小説） - 主人公・梅子らが医薬品を運ぶのを頼んだ家として登場[14]。
- 『BUNGO〜幸福の彼方〜』（2012年、ボイスアンドハート） - 絹子（演：波瑠）と信一（演：三浦貴大）の家や料理店として登場[27]。
- 『浅見光彦シリーズ第48作 幻香』（2013年、フジテレビジョン）[25]
- 『天皇の料理番』（2015年、TBSテレビ） - 翁島が桐塚（演：武田鉄矢）の家として登場[28]。
- 『私が愛する日本人へ〜ドナルド・キーン　文豪との70年〜』（2015年、NHKスペシャル） - ドナルド・キーン（演：川平慈英）の入浴シーンや桜を見ながら酒を酌み交わすシーンに登場[5]。

## 利用案内

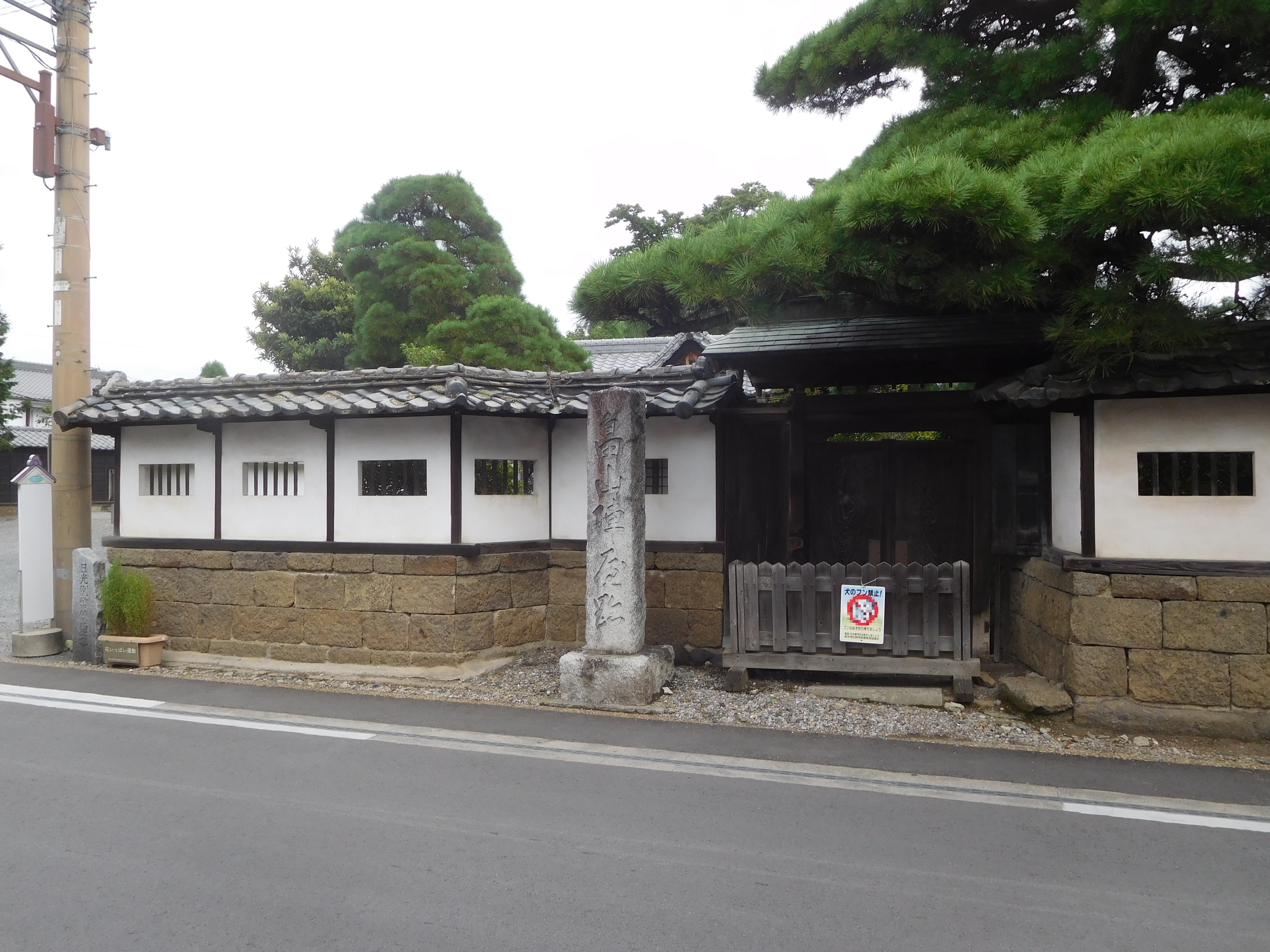
畠山陣屋跡

- 開館時間：9時30分から17時まで（最終入館は16時30分）
- 休館日：月曜日から木曜日（祝日の場合は開館）、年末年始
  - 5人以上の予約があれば休館日でも開館する。
- 入館料：大人=800円、小人=400円
  - 20人以上の団体は100円引き。
  - 身体障害者手帳・療育手帳・精神障害者保健福祉手帳保持者は半額。

### 交通
- 東武日光線・宇都宮線新栃木駅より徒歩約15分[6]。
- 東武日光線・JR両毛線栃木駅より徒歩約20分[7]。
- 東北自動車道栃木ICより自動車で約10[4][8] - 15分、駐車場は20台分ある[6]。